# Józefów (gmina)
Pour les articles homonymes, voir Józefów.
Józefów est une gmina mixte (gmina miejsko-wiejska) de la powiat de Biłgoraj, dans la Voïvodie de Lublin, dans l'est de la Pologne.
Son siège administratif (chef-lieu) est la ville de Józefów, qui se situe environ 24 kilomètres à l'est de Biłgoraj (siège du powiat) et 92 kilomètres au sud de la capitale régionale Lublin (capitale de la voïvodie).
La gmina couvre une superficie de 126,46 km2 pour une population de 7 266 habitants en 2006.

## Histoire
De 1975 à 1998, la gmina est attachée administrativement à la voïvodie de Zamość.

Depuis 1999, elle fait partie de la voïvodie de Lublin.

## Géographie
Outre la ville de Józefów, la gmina inclut les villages et localités de :

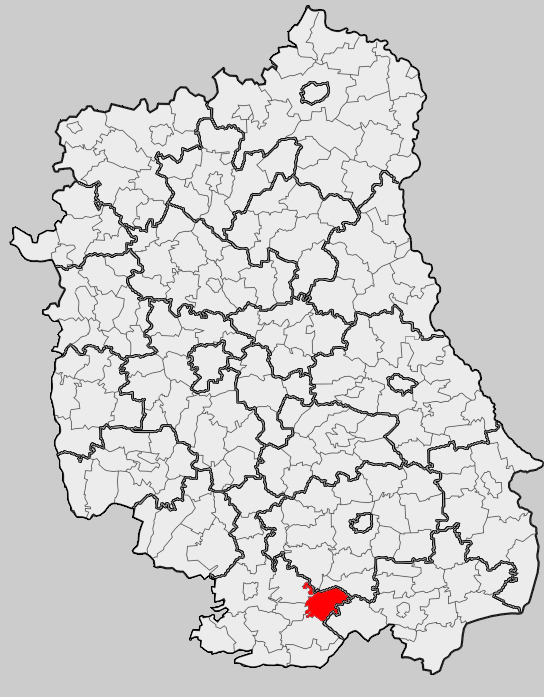
Position de la gmina dans la voïvodie

- Borowina
- Brzeziny
- Czarny Las-Kolonia
- Długi Kąt
- Florianka
- Górecko Kościelne
- Górecko Stare
- Hamernia
- Majdan Kasztelański
- Majdan Nepryski
- Samsonówka
- Siedliska
- Stanisławów
- Szopowe
- Tarnowola

### Gminy voisines
La gmina de Józefów est voisine des gminy suivantes :
- Aleksandrów
- Krasnobród
- Łukowa
- Susiec
- Tereszpol
- Zwierzyniec

## Structure du terrain
D'après les données de 2002, la superficie de la commune de Józefów est de 126,46 kilomètres carrés, répartis comme telle :
- terres agricoles : 38 %
- forêts : 56 %

La commune représente 7,43 % de la superficie du powiat.

## Démographie
Données du 30 juin 2004:
| Description        | Total  | Total | Femmes | Femmes | Hommes | Hommes |
| ------------------ | ------ | ----- | ------ | ------ | ------ | ------ |
| Unité              | Nombre | %     | Nombre | %      | Nombre | %      |
| Population         | 7 338  | 100   | 3 691  | 50,3   | 3 647  | 49,7   |
| Densité (hab./km²) | 58,8   | 58,8  | 29,6   | 29,6   | 29,2   | 29,2   |